# Tommy Kirk
Thomas Lee Kirk (Louisville, Kentucky, 10 de diciembre de 1941-Las Vegas, 28 de septiembre de 2021) fue un actor estadounidense, conocido por su trabajo para los Estudios Disney.

## Trayectoria profesional
La carrera de Kirk en Disney comenzó en 1956 cuando interpretó a Joe Hardy en la serie del Mickey Mouse Club y The Hardy Boys: The Mystery of the Applegate Treasure, así como en las películas de Disney como Su más fiel amigo (1957), The Shaggy Dog (1959) y Swiss Family Robinson (1960), en las cuales Tommy Kirk se convirtió en una popular estrella adolescente.
Los estudios Disney cancelaron el contrato de Kirk cuando una mujer se quejó al estudio sobre la relación del joven actor con su hijo de quince años. Entonces Kirk comenzó a trabajar para American International Pictures, apareciendo en películas para adolescentes de bajo presupuesto, como Pajama Party y How to Stuff a Wild Bikini. 
Kirk fue arrestado por posesión de drogas en la víspera de Navidad de 1964, y en 1970 se retiró del cine y buscó ayuda para sus problemas de dependencia. A partir de entonces, dirigió su propio negocio de limpieza de alfombras y tapicería, convirtiéndose en escritor y, en ocasiones, volvió a actuar. Tommy Kirk fue distinguido como «Disney Legend» (leyenda de Disney) el 9 de octubre de 2006.
Kirk fue abiertamente gay, y en una entrevista para National Enquirer de enero de 2013 al respecto declaró: «No culpo a nadie más que a mí y a mi abuso de drogas por mi alocada carrera. No me avergüenzo de ser gay, nunca lo hice ni nunca lo haré. Por eso no me disculpo. No tengo animosidad hacia nadie porque la verdad es que yo arruiné mi propia carrera».

## Filmografía

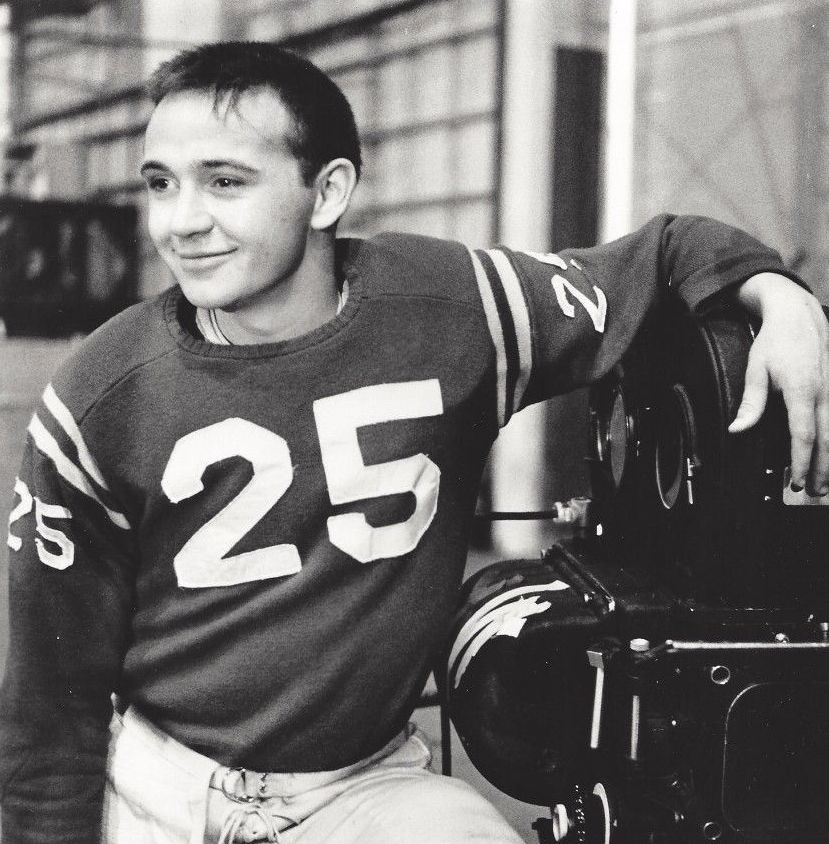
Tommy Kirk en Un sabio en las nubes (1961)

- Attack of the 60 Ft. Centerfold (1995)
- My Name Is Legend (1976)
- Mars Needs Women (1968)
- Catalina Caper (1967) como Don Pringle
- It's a Bikini World (1967) como Mike Samson / Herbert Samson
- The Ghost in the Invisible Bikini (1966) como Chuck Phillips
- Village of the Giants(1965) como Mike
- The Monkey's Uncle (1965) como Merlin Jones
- Pajama Party (1964) como Go-Go
- The Misadventures of Merlin Jones(1964) como Merlin Jones
- Son of Flubber(1963) como Biff Hawk
- Savage Sam (1963) como Travis Coates
- Moon Pilot (1962) como Walter Talbot
- Bon Voyage! (1962) como Elliott Willard
- Un sabio en las nubes (1961) como Bill Hawk
- Babes in Toyland (1961) como Grumio
- The Snow Queen (1960) como [Voz de] Kay
- Swiss Family Robinson (1960) como Ernst Robinson
- The Shaggy Dog (1959) como Wilby Daniels
- Su más fiel amigo (1958) como Travis Coates
- Down Liberty Road (1956) como Jimmy Rawlins